# Cordão sanitário
Um cordão sanitário é uma barreira criada para impedir a proliferação de um agente infeccioso ou epidemia. O termo é frequentemente utilizado metaforicamente para designar medidas para combater a propagação de uma ideologia considerada indesejável ou perigosa, tais como a política de contenção adotada por George F. Kennan contra a União Soviética

## Diplomacia
Essa expressão foi supostamente introduzida pelo então primeiro-ministro francês Georges Clemenceau para descrever o isolamento da Rússia que deveria ser promovido por uma aliança dos países fronteiriços a ela, os quais se haviam tornado independentes após a Guerra Civil Russa.
Em março de 1919, ele exortou os Estados fronteiriços recém-independentes (também chamados de estados limítrofes) que tinham se separado do Império Russo e da Rússia Soviética para formar uma união defensiva e, assim, barrar o avanço do comunismo para a Europa Ocidental, no que chamou tal aliança de um cordon sanitaire. 
As consequências da instituição do cordão sanitário pelos outros países foram parcialmente contornadas com a NEP (Nova Política Econômica), implementada por Lênin, em 1921.